# 聖弗蘭西斯科德戈伊科切亞區
聖弗蘭西斯科德戈伊科切亞區（西班牙語：San Francisco），是哥斯達黎加的一個區，位於該國中部聖何塞省，面積0.50平方公里，海拔高度1,172米，2011年人口2,480，人口密度每平方公里4,960人。